# Антоній Верещинський
Антоній Верещинський (пол. Antoni Wereszczyński; 26 вересня 1878, Стасева Воля — 1 липня 1948, Краків) — польський юрист, професор, ректор Львівської політехніки у 1939—1940 роках.

## Біографія
Народився 26 вересня 1878 року в с. Стасева Воля Рогатинського повіту (нині с. Слобода Галицького району Івано-Франківської області). Закінчив юридичний факультет Львівського університету, де 1902 року здобув ступінь доктора права.
Під час Першої світової війни в лютому 1918 року він був одним зі ста членів тимчасової міської ради у Львові. У листопаді 1918 року під час оборони Львова — член Національного громадського комітету. У незалежній Республіці Польща він став членом ради Львова. З 1922 року викладав право в Університеті Львова, починаючи з 1925 року — доцент, а з 1931 року — професор юридичних наук Польщі, декан факультету інженерії. У міжвоєнний період він читав лекції у Львівському зовнішньоекономічному університеті та Університеті Яна Казимира у Львові. Він заснував Товариство будівництва панорами Старого Львова 1938 року. Він був постійним членом казино, а також Літературного-мистецького кола у Львові.
У травні 1939 року він був обраний ректором Львівської політехніки на 1939—1940 навчальний рік. Після початку Другої світової війни й агресії СРСР у Польщі, 15 жовтня 1939 року знятий радянською окупаційною владою. Після нападу Німеччини на СРСР у червні 1941 року під час німецької окупації він працював лектором політичного права в підпільному Львівському університеті, а також викладав історію дипломатії на таємному Дипломатичному Студіум Львівського університету.
Автор «Робота античності та її ренесансу» (1934). Після війни він переїхав до Кракова і перебував під наглядом Служби Безпеки ПНР.

## Відзнаки
- Командорський хрест ордена Відродження Польщі (1937, «за заслуги на полі наукової праці»)[10][11]
- Офіцерський хрест ордена Відродження Польщі (2 травня 1923)[12]